# Moutohora Island
Moutohora Island, auch Whale Island genannt, ist eine Insel in der Bay of Plenty im Norden der Nordinsel von Neuseeland.

## Früherer Namen
Die Insel wurde früher Whale Island genannt. Sie erhielt ihren englischen Namen von einer Walfangstation, die hier im 19. Jahrhundert errichtet wurde.

## Geografie
Moutohora Island befindet sich 12 km nördlich der Stadt Whakatāne. Sie besitzt eine Größe von rund 1,7 km² und eine Länge von rund 2,475 km in Nordwest-Südost-Richtung. Die breiteste Stelle liegt an der westlichen Seite der Insel und misst rund 1,25 km in Nordnordost-Südsüdwest-Richtung.

## Geologie
Moutohora Island stellt den Überrest eines Vulkans aus dem Pleistozän dar, von dem durch Erosion nur zwei Gipfel übrig geblieben sind. Das Gebiet ist noch immer vulkanisch aktiv. Im Sulphur Valley, an der McEwans Bay und Sulphur Bay gibt es Thermalquellen.

## Geschichte
Auf der Insel existieren mehrere archäologische Fundstätten der Māori und der europäischen Siedler. Dazu gehören ein ausgedehntes Pā auf dem Pa Hill und eine Anzahl von Wohnterrassen und Gärten, Køkkenmøddinger (Ablagerungen von Nahrungsresten), Gebiete, in denen Steinwerkzeuge hergestellt wurden, sowie Steinmauern. Auch nachdem die Insel nach dem frühen 19. Jahrhundert von Māori nicht mehr dauerhaft bewohnt wurde, besuchten Angehörige der Iwi Ngāti Awa und Tuhoe die Insel auf der Suche nach Seegetier und dem Dunklen Sturmtaucher sowie nach Steinen für ihre unterirdischen Öfen (Hāngī).
Die ersten europäischen Siedler versuchten in den 1830er Jahren von der Küste aus Walfang zu betreiben. Das Unternehmen schlug fehl, ohne dass ein einziger Wal gefangen wurde. Vierzig Jahre später versuchte man, Geld mit Schwefel zu machen, der einige Jahre an eine Raffinerie in Auckland verkauft wurde, jedoch von schlechter Qualität war. 1895 gab man auch den Schwefelabbau auf. In den Jahren 1915 bis 1920 baute man auf der Insel 26.000 Tonnen Steine für den Bau der Hafenmauer von Whakatane ab.

## Ökologie
1965 wurde Moutohora zum Naturschutzgebiet erklärt und 1984 von der Krone erworben. Nachdem wild lebende Ziegen auf der Insel ausgerottet wurden, pflanzte man 12.000 Pflanzen aus 45 Arten an. Die Insel ist heute mit einem Mosaik aus Pōhutukawa, Māhoe, Kanuka, Adlerfarnen und Grasland bedeckt.
Auf der Insel wachsen 190 heimische und 110 eingeführte Pflanzenarten. Sie ist heute frei von Hausziegen, Ratten, Katzen und Kaninchen, die zuvor die heimische Flora und Fauna dezimiert hatten. Bedeutendster Faunenbestandteil der Insel ist eine Brutkolonie des Langflügel-Sturmvogels (Pterodroma macroptera).
Dunkler Sturmtaucher, Zwergpinguin, Maoriregenpfeifer und verschiedene Austernfischer brüten ebenfalls auf der Insel. Gefährdete Arten, die die Insel gelegentlich besuchen, sind Raubseeschwalbe, Nordinsel-Kākā und der Maorifalke. Hinzu kommen andere Waldvögel, ausgewilderte Ziegensittiche, drei Eidechsenarten und der Neuseeländische Seebär.
Im März 1999 wurden in Zusammenarbeit des ortsansässigen Iwi Ngāti Awa und des Department of Conservation zwei Sattelvögel (Philesturnus carunculatus) von Cuvier Island vor der Coromandel Peninsula nach Moutohora umgesiedelt. Nach kurzer Zeit kehrten sie jedoch nach Cuvier Island zurück.
Zugang zur Insel ist nur mit Genehmigung des Büros des Department of Conservation in Whakatane und im Rahmen organisierter Touren und Schulausflüge erlaubt.